# Bunkeflostrand
Bunkeflostrand er en bydel i Malmö kommune i Skåne län, Sverige. Bunkeflostrand er beliggende syd for Øresundsbroen og indgår i dag i byområdet Väster. Bunkeflostrands østlige del omfattes af området Annestad.
Bunkeflostrand har 10.386(2010) indbyggere.